# Alex Pearce
Pour les articles homonymes, voir Pearce.
Alex Pearce est un footballeur anglais né le 9 novembre 1988 à Oxford.

## Carrière
- 2006-2015 : Reading  Angleterre
- → 2006-2007 : Northampton Town FC  Angleterre (prêt)
- → 2007-2008 : Bournemouth AFC  Angleterre (prêt)
- → 2008 : Norwich City  Angleterre (prêt)
- → 2008 : Southampton  Angleterre (prêt)
- 2015- : Derby County  Angleterre
  - 2016 : Bristol City  Angleterre (prêt)
  - 2019- : Milwall  Angleterre (prêt)

- 2022- : AFC Wimbledon

## Palmarès
Reading
- Championship (D2)
  - Champion : 2012

## Récompense
- Meilleur joueur de Championship :
  - Décembre 2011[1]